# Call of Duty: Black Ops 4
Call of Duty: Black Ops 4 (стилізовано під Call of Duty: Black Ops IIII) — комп'ютерна гра в жанрі шутера від першої особи, п'ятнадцята у франшизі Call of Duty і четверта основна гра в сюжетній підсерії Black Ops, яка починалася як продовження Call of Duty: Black Ops 3. Вихід гри відбувся 12 жовтня 2018 року.

## Розробка
Розробка гри почалася незабаром після виходу Black Ops III. Treyarch вважала за краще не створювати режим кампанії для гри на початку розробки, замість цього зосередивши увагу на багатокористувацьких іграх. Black Ops 4 є першою грою в серії, яка використовує ігровий сервіс Battle.net. Дату релізу було перенесено на жовтень замість «Листопада» в спробі уникнути збігу з випуском інших гучних проєктів.

## Ігровий процес
Call of Duty: Black Ops 4 є багатокористувацьким шутером від першої особи. На відміну від попередніх ігор у серії Call of Duty, Black Ops 4 є першою грою, у якій немає традиційної однокористувацької кампанії та містить тільки режим багатокористувацької гри, зомбі-режим і режим королівської битви під назвою Blackout.
Багатокористувацький режим є першим у серії, який не містить автоматичної регенерації здоров'я і вводить як прогностичну віддачу, так і нову балістику. Гра містить три карти: зомбі в день випуску, чотири, якщо ви придбали спеціальний випуск гри або Black Ops Pass. Місця розташування карт включають Титанік, арену в Стародавньому Римі та Федеральну в'язницю Алькатраса. У грі також введено новий режим битви Blackout, у якому в кожному матчі задіяно до 100 гравців. Багато персонажів із цієї гри та попередніх ігор Black Ops можуть використовуватися як модель персонажа гравця в цьому режимі.

## Номінації
| Рік  | Премія                  | Категорія                          | Результат | Прим. |
| ---- | ----------------------- | ---------------------------------- | --------- | ----- |
| 2018 | Game Critics Awards     | «Найкраща екшн-гра»                | Номінація |       |
| 2018 | Game Critics Awards     | «Найкращий онлайн мультиплеєр»     | Номінація |       |
| 2018 | Gamescom 2018           | «Найкраща соціальна/онлайнова гра» | Перемога  |       |
| 2018 | Golden Joystick Awards  | «Ультимативна Гра року»            | Номінація |       |
| 2018 | The Game Awards 2018    | «Найкращий аудіо дизайн»           | Номінація |       |
| 2018 | The Game Awards 2018    | «Найкраща екшн-гра»                | Номінація |       |
| 2018 | The Game Awards 2018    | «Найкраща мультиплеєрна гра»       | Номінація |       |
| 2018 | Gamers' Choice Awards   | «Улюблена гра»                     | Номінація | -     |
| 2018 | Gamers' Choice Awards   | «Улюблена мультиплеєрна гра»       | Номінація | -     |
| 2018 | Gamers' Choice Awards   | «Улюблений шутер»                  | Перемога  | -     |
| 2018 | Gamers' Choice Awards   | «Улюблена королівська битва»       | Номінація | -     |
| 2018 | Australian Games Awards | «Мультиплеєр року»                 | Номінація |       |
| 2018 | Australian Games Awards | «Шутер року»                       | Перемога  |       |
| 2018 | Australian Games Awards | «Мультиплеєр року»                 | Номінація |       |